# Domanico
Domanico é uma comuna italiana da região da Calábria, província de Cosenza, com cerca de 928 habitantes. Estende-se por uma área de 23 km², tendo uma densidade populacional de 40 hab/km². Faz fronteira com Carolei, Dipignano, Grimaldi, Lago, Malito, Mendicino, Paterno Calabro.

## Demografia
| Variação demográfica do município entre 1861 e 2011                               |
|                                                                                   |
| Fonte: Istituto Nazionale di Statistica (ISTAT) - Elaboração gráfica da Wikipedia |